# Länsväg U 693
Länsväg U 693 är en övrig länsväg i Västerås kommun, Västmanlands län. Vägen går från korsningen Björnövägen(U 539)-Kraftverksgatan i Västerås till länsgränsen mot Uppsala län vid Östanbro (Sagån).
Vägen går via Hälla-Irsta-Kungsåra.
Länsväg U-693 har gatunamnet Stockholmsvägen och var tidigare E 18.